# Northrop F-15 Reporter

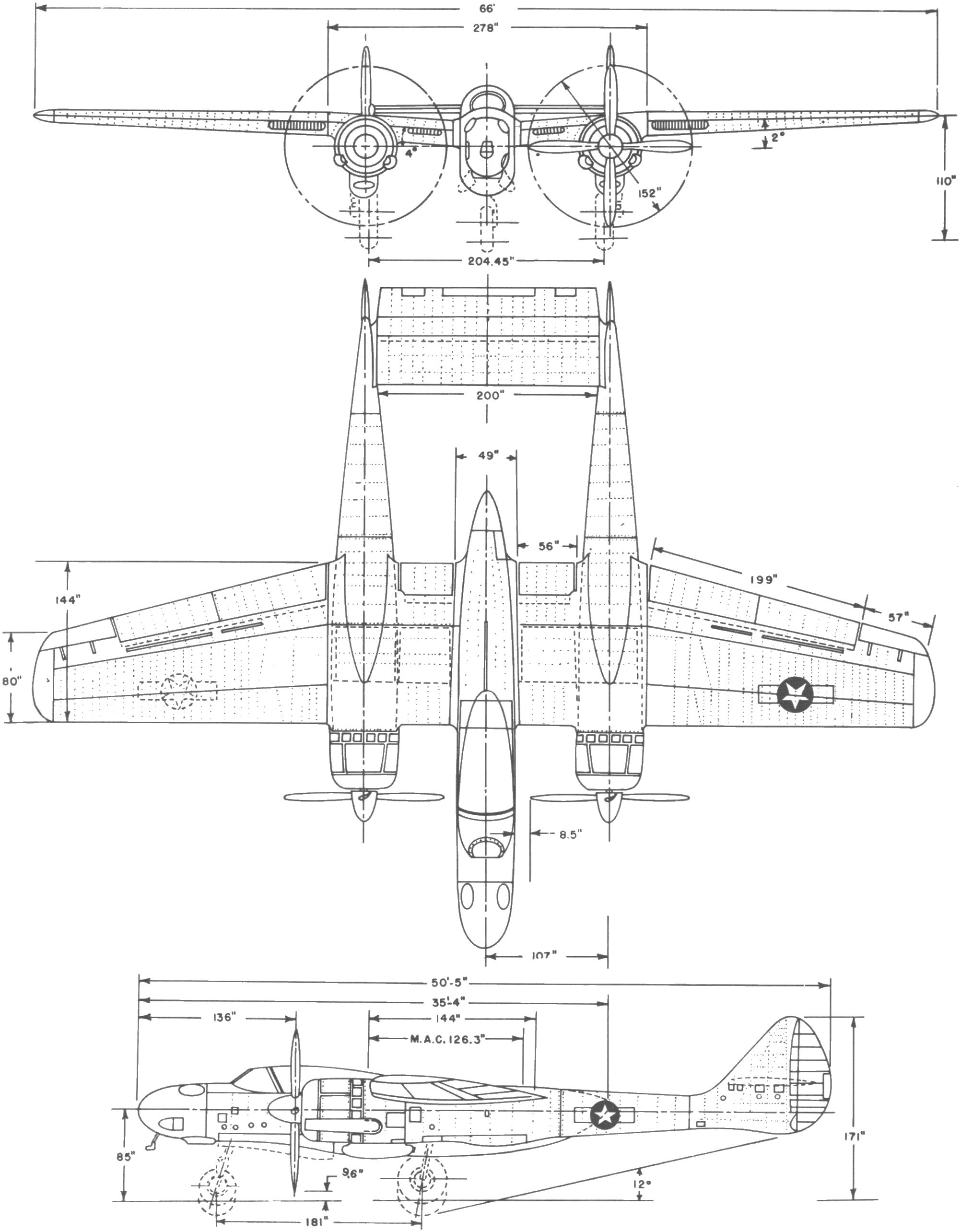
Схематичне креслення літака «Нортроп» F-15 «Репортер»

«Нортроп» F-15 «Репортер» (англ. Northrop F-15 Reporter) — американський суцільнометалевий двомоторний двобалковий розвідувальний літак аерофоторозвідки виробництва компанії Northrop Corporation, що перебував на озброєнні Повітряних сил США у післявоєнний час до 1968 року. Розроблений на основі нічного винищувача P-61 «Блек Відоу», це був останній поршневий літак фоторозвідки, розроблений і виготовлений для Повітряних сил США. Попри тому, що ці літаки вироблялися в обмежених кількостях і мали відносно короткий термін служби, аерофотознімки Корейського півострова, зроблені F-15, виявилися життєво важливими в 1950 році, коли Північна Корея вторглася до Південної Кореї.

## Історія
F-15 «Репортер» був створений шляхом роззброєння та незначної модернізації експериментального XP-61E, останнього винищувального варіанту P-61 «Блек Відоу». Літак, отримавши нову назву XF-15, здійснив перший політ 3 липня 1945 року. P-61C-1-NO також був модифікований відповідно до стандартів XF-15 як XF-15A. За винятком двигунів R-2800-C з турбонаддувом, він був ідентичний XF-15 і здійснив перший політ 17 жовтня 1945 року. F-15A використовував наявні крила P-61C (без гальм винищувача), двигуни та хвостову частину, але з абсолютно новим, більш обтічним фюзеляжем, де розміщувався екіпаж з двох осіб під суцільним куполом.
Через триваючі проблеми з розробкою XF-11, розробленого Говардом Г'юзом, керівництво ПС армії визначило термінову потребу у 320 F-15 «Репортер». Ще до першого польоту XF-15 у червні 1945 року був підписаний початковий контракт на 175 літаків. Після випробувань було встановлено, що F-15 «Репортер» має схожі характеристики та льотні характеристики з проблемним XF-11, незважаючи на те, що «Репортер» був оснащені менш потужними двигунами та в основному з використанням уже наявних деталей. Це означало кінець подальшого розвитку XF-11.
Перший серійний F-15A був прийнятий на озброєння у вересні 1946 року. Однак контракт був раптово скасований у 1947 році, можливо через те, що характеристики літака швидко затьмарювалися реактивними літаками, які стрімко завойовували усі ніші, і останній з 36 зразків був прийнятий армією США у квітні того ж року. Останній екземпляр F-15 (серійний номер 45-59335) був виготовлений як F-15A-5-NO, який відрізнявся від версії Block-1 головним чином новою внутрішньою камерою, встановленої в носовій частині.
З 36 вироблених F-15A дев'ять були передані Командуванню матеріального забезпечення ПС у континентальній частині США, а решта були передані лише одній ескадрильї, 8-й фоторозвідувальній ескадрильї 35-ї винищувальної групи в Японії. Перші чотири були відправлені кораблем і прибули в березні 1947 року до Японської повітряної зони.
Літаки служили за часи американської окупації Японії, брали участь у Програмі картографування після бойових дій, у якій пляжі, села, мережі доріг і культурні центри Японії повинні були бути широко сфотографовані, робота, яку мав виконати F-15 разом із варіантом F-13 B-29 Superfortress. Чотири додаткові літаки прибули в липні, що дало ескадрильї сімдесят три години досвіду на F-15. Чисельність підрозділу в 16 літаків була досягнута в жовтні, в тому ж місяці, коли три літаки та їхні екіпажі були відправлені на авіабазу Ітадзуке на японському острові Кюсю. Згодом інші загони F-15 з 8-ї ескадрильї були відправлені на авіабази Іцаке та Чітосе на різний період часу. Загін 13-ї повітряної армії на Філіппінах залишався до початку вересня, екіпажі змінювалися кожні тридцять днів.
Протягом усього терміну експлуатації F-15A, які в основному діяли з баз в Японії, відповідали за більшість аерофотокарт Північної Кореї, які використовувалися на початку Корейської війни. Ці фотографії виявилися надзвичайно цінними, оскільки додаткові фотографії півострова можна було зробити лише після прибуття фоторозвідника морської піхоти F7F-3P наприкінці 1950 року, і то лише під постійною загрозою знищення північнокорейськими МіГами.

## Модифікації

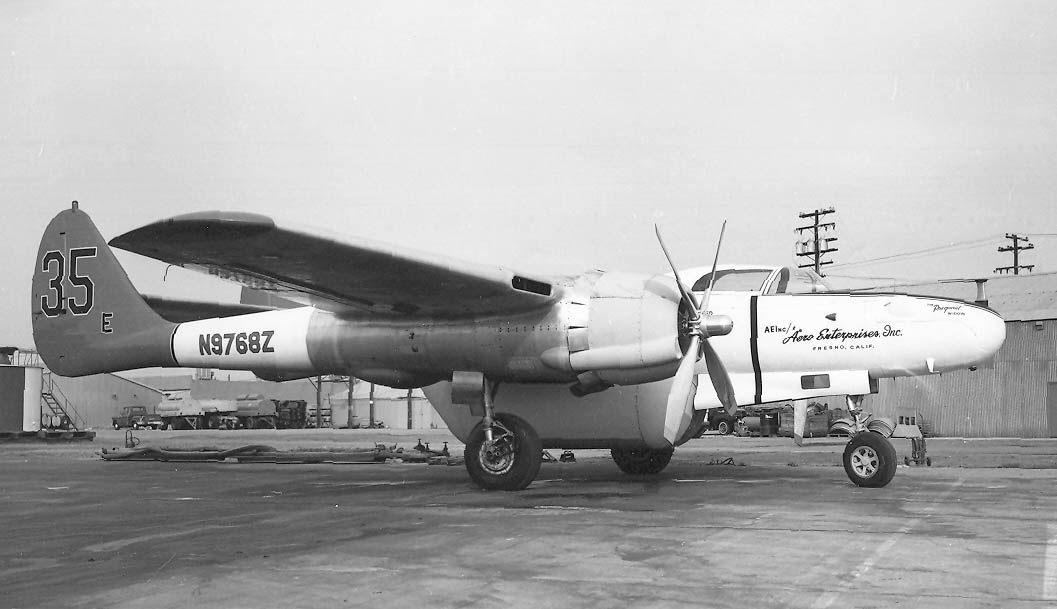
F-15A «Репортер», переобладнаний на пожежний літак, на аеродромі Фресно

- XF-15 — перший прототип літака, перероблений з першого XP-61E
- XF-15A — другий прототип літака, перероблений з P-61C (номер 43-8335)
- F-15A Reporter — варіант літака фоторозвідки з новою центральною платформою з пілотом і оператором, які сидять у тандемі під одним балонним куполом, і шістьма камерами на місці радара в носовій частині корпусу. Оснащений тими ж двигунами Р-2800-73 з турбонаддувом, що й Р-61С. Після створення ПС США у 1947 році F-15A отримав назву RF-61C
- RF-61C Reporter — позначення ПС США для F-15C з 1948 року

## Літаки, схожі за призначенням, ТТХ та епохою застосування
| - English Electric Canberra - Heston JC.6 - Caproni Ca.331 - DFS 228 | - Junkers Ju 86 - Су-12 - Grumman F7F Tigercat - Hughes XF-11 | - Republic XF-12 Rainbow - Nord Noroit - SNCAO CAO.600 | - Yokosuka R2Y - Tachikawa Ki-70 - Tachikawa Ki-74 |